# موج سرمای ژانویه ۲۰۱۶ شرق آسیا

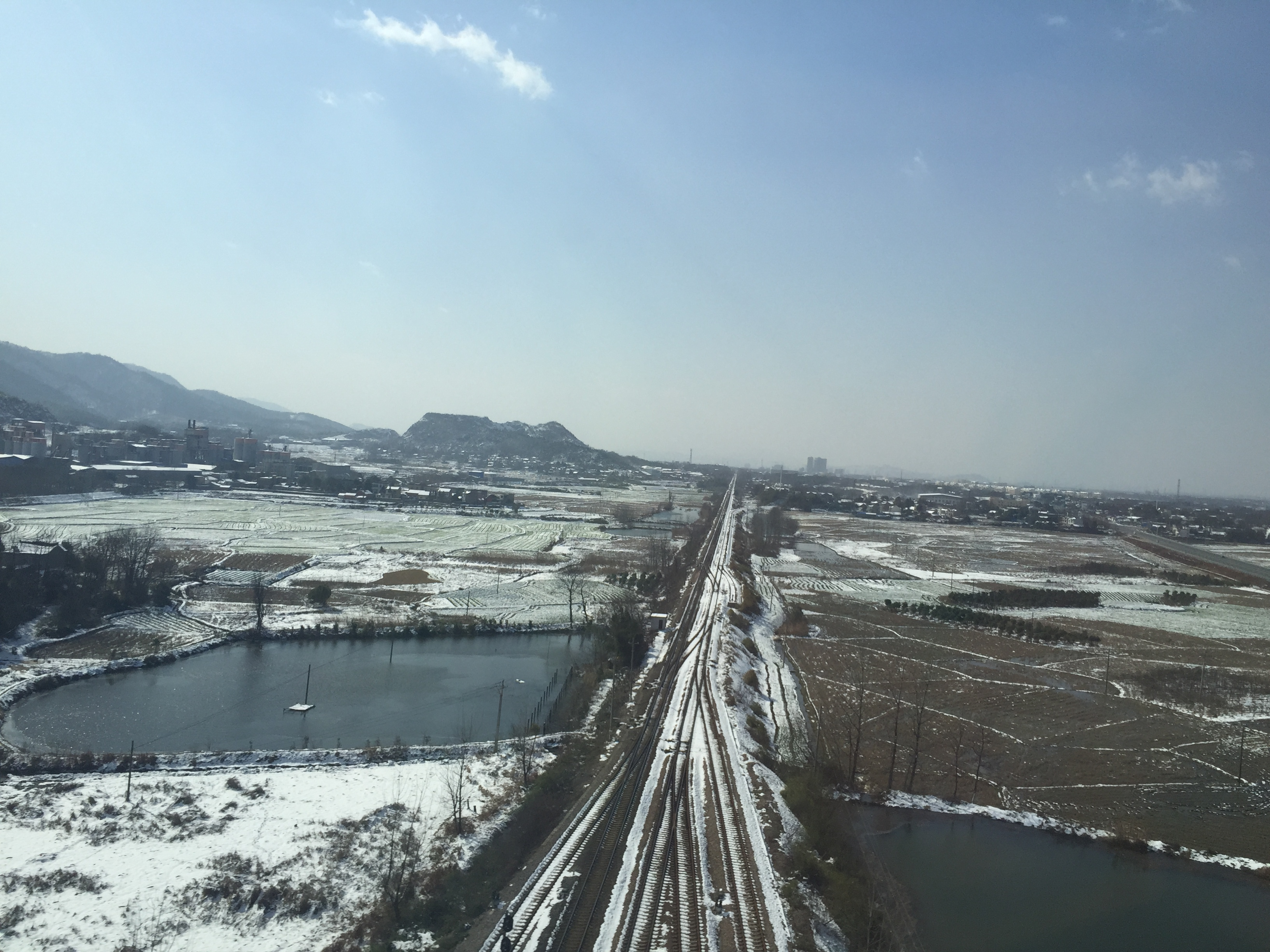
راه آهن نانجینگ به تانگلینگ پس از بارش برف در تانگلینگ

در اواخر ژانویهٔ ۲۰۱۶، یک موج سرمایه شدید اکثر مناطق شرق آسیا و بخش‌هایی از آسیای جنوب شرقی را در بر گرفت و سابقه‌ای نو از سردی هوا و بارش برف در بسیاری از آن نواحی به جا گذاشت. بسیاری از مناطق، شاهد سردترین آب و هوا در دهه‌های اخیر بودند. در اوکیناوا، بارش برف و باران بی‌سابقه‌ای گزارش شد. برف و سردی بی سابقهٔ هوا مردم کشورهای تایوان، چین، تایلند و ژاپن را غافل گیر کرد. دست کم ۳۵ نفر در تایوان در خلال سرمای ناگهانی آخر هفتهٔ ۲–۲۴ ژانویه، در اثر سرما زدگی و ایست قلبی جان خود را از دست دادند. سرمای هوا در چین، تایلند، و ژاپن نیز زندگی به ترتیب چهار، چهارده و شش نفر را گرفت.